# مسجد جامع نیم‌ور
مسجد جامع نیم‌ور یا مسجد حاج عبدالمحمد نیموری که به مسجد جمعه نیز معروف است، از بناهای تاریخی شهر نیم‌ور در استان مرکزی است. این بنا دارای کتیبه‌های قرآنی است که بر روی دیواره‌ها و ستون‌ها قرار گرفته‌اند. همچنین گچبری‌های زیبایی بر دیوارهای این مسجد نقش بسته‌است.

## پیشینه
قطعه سنگ نوشته‌ای در مسجد قرار دارد که با توجه به آن می‌توان نام اصلی مسجد را از روی آن استخراج کرد:
مرحوم میرزا نیموری، نیمدانگ از قریه حسن‌آباد، مشروب از نهر نخجیروان را وقف نموده… که سه سهم صرف تعمیر و فرش مسجد مرحوم حاجی عبدالمحمد بشود.
نام کامل سازنده این بنا در یکی از کتیبه‌های گچی، علی عبدالمحمد نیموری آمده‌است.
اطلاعات دقیقی از تاریخ ساخت این بنا در دست نیست. همچنین به دلیل تعمیرات مکرر بر روی بنا، مجسد جمعه حالت سنتی و قدیم خود را از دست داده‌است. در همین حال سازمان میراث فرهنگی تاریخ ساخت آن را به دوره قاجار مرتبط می‌داند.
اما بعضی نیز معتقدند ساخت این بنا به دوران صفویه بر می‌گردد.
این بنا با شماره ۱۳۸۱۵ در آبان ماه سال ۱۳۸۴ در فهرست آثار ثبت شدهٔ ملی قرار گرفته‌است.

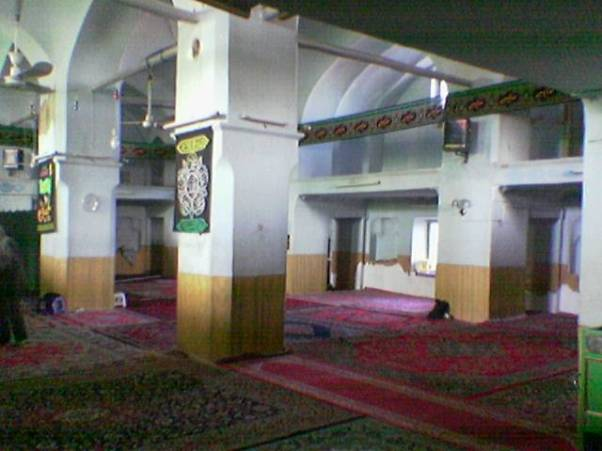
کتیبه‌های مسجد